# Cuiba jezik
Cuiba jezik (ISO 639-3: cui), indijanski jezik iz Kolumbije i Venezuele, kojim govori preko 2 800 ljudi, poglavito uz rijeke Meta, Casanare i Capanaparo u Kolumbiji (2 450; 2001) i 380 u Venezueli) (2001. popis), u državi Apure. 
Jedan je od pet jezika porodice guahibo. Postoji 8 dijalekata, dva se od njih govore u Venezueli i 7 u Kolumbiji: chiricoa, masiware (masiguare), chiripo (wupiwi, siripu), yarahuuraxi-capanapara, mayayero, mochuelo-casanare-cuiba, tampiwi (mariposas) i amaruwa (amorua).

## Vanjske poveznice
- Ethnologue (14th)
- Ethnologue (15th)